# 尤寧 (路易斯安那州)
尤寧（英語：Union）是位於美國路易斯安那州聖詹姆斯堂區的一個普查規定居民點。

## 人口
根據2020年美國人口普查的數據，尤寧的面積為27.65平方千米，當中陸地面積為24.73平方千米，而水域面積為2.92平方千米。當地共有人口735人，而人口密度為每平方千米26.58人。